# Live in Austin, TX (album ProjeKct Three)
Live In Austin, TX (March 25, 1999) – album koncertowy zespołu ProjeKct Three, wydany w październiku 2004 roku w Wielkiej Brytanii nakładem Discipline Global Mobile jako CD. Wydawnictwo stanowi część serii The King Crimson Collectors’ Club (CLUB27).

## Historia i muzyka albumu
W maju 1997 roku muzycy wchodzący w skład ówczesnego zespołu King Crimson podjęli decyzję o kontynuowaniu działalności w ramach projektu ProjeKcts, równolegle z King Crimson. Powstały w sumie cztery zespoły, złożone z trzech lub czterech muzyków i noszące kolejne numery: One, Two, Three i Four. ProjeKct Three zagrał pięć koncertów (21–25 marca 1999 roku) w Dallas i Austin w Stanach Zjednoczonych. Album Live In Austin zawiera zapis ostatniego koncertu ProjeKct Three z 25 marca 1999 roku w Antones w Austin w Teksasie. W składzie zespołu znaleźli się Robert Fripp, Trey Gunn i Pat Mastelotto. Wspólnie wykonali oni 12 improwizowanych utworów instrumentalnych, stanowiących wyraźną zapowiedź albumu King Crimson The ConstruKction of Light z 2000 roku.

## Lista utworów
Lista i informacje według Discogs:
| 1.  | Masque 3                    | 15:37   |
|     |                             |         |
| 2.  | Masque 11                   | 7:25    |
|     |                             |         |
| 3.  | X-chayn-jiZ                 | 8:30    |
|     |                             |         |
| 4.  | Hindu Fizz                  | 2:32    |
|     |                             |         |
| 5.  | Heavy ConstruKction         | 4:44    |
|     |                             |         |
| 6.  | Introductory Soundscape     | 3:35    |
|     |                             |         |
| 7.  | Masque 8                    | 7:14    |
|     |                             |         |
| 8.  | Light ConstruKction         | 1:43    |
|     |                             |         |
| 9.  | Masque 2                    | 7:17    |
|     |                             |         |
| 10. | CCCCCCs                     | 9:02    |
|     |                             |         |
| 11. | ProjeKction                 | 4:41    |
|     |                             |         |
| 12. | The Deception Of The Thrush | 6:37    |
|     |                             |         |
|     |                             | 1:18:57 |
|     |                             |         |

### Muzycy
- Robert Fripp – gitara
- Trey Gunn – Touch guitar, talker
- Pat Mastelotto – elektroniczne instrumenty perkusyjne

### Pozostałe informacje
- muzyka – Fripp, Gunn, Mastelotto z wyjątkiem utworów 4, 10, 11: Fripp, Gunn, Levin, Mastelotto
- aranżacja – ProjeKct Three
- zdjęcia – Bill Munyon
- produkcja – Alex R. Mundy, David Singleton
- projekt – Hugh O’Donnell